# Athletissima 2019
Athletissima 2019 byl lehkoatletický mítink, který se konal 5. července 2019 v švýcarském městě Lausanne. Byl součástí série mítinků Diamantová liga.  

## Výsledky

### Muži
| Disciplína            | 1. místo                      | 2. místo                          | 3. místo                        |
| Běh na 100 m          | Justin Gatlin 9,92            | Michael Rodgers 10,01             | Aaron Brown 10,07               |
| Běh na 200 m          | Noah Lyles 19,50              | Álex Quiñónez 19,87               | Andre De Grasse 19,92           |
| Běh na 800 m          | Wyclife Kinyamal 1:43,78      | Ferguson Cheruiyot Rotich 1:43,93 | Emmanuel Kipkurui Korir 1:44,01 |
| Běh na 1500 m         | Timothy Cheruiyot 3:28,77     | Jakob Ingebrigtsen 3:30,16        | Ayanleh Souleiman 3:30,79       |
| Běh na 5000 m         | Yomif Kejelcha 13:00,56       | Selemon Barega 13:01,99           | Telahun Haile Bekele 13:03,09   |
| Běh na 110 m překážek | Orlando Ortega 13,05          | Daniel Roberts 13,11              | Ronald Levy 13,25               |
| Běh na 400 m překážek | Luke Campbell 49,54           | Rasmus Mägi 49,54                 | Mamadou Kasse Hann 49,90        |
| Skok o tyči           | Piotr Lisek 601 cm            | Sam Kendricks 595 cm              | Armand Duplantis 581 cm         |
| Skok daleký           | Juan Miguel Echevarría 832 cm | Miltiadis Tentoglou 819 cm        | Luvo Manyonga 813 cm            |

### Ženy
| Disciplína            | 1. místo                            | 2. místo                     | 3. místo                         |
| Běh na 100 m          | Shelly-Ann Fraserová-Pryceová 10,74 | Dina Asherová-Smithová 10,91 | Marie-Josée Ta Lou 10,93         |
| Běh na 200 m          | Gabrielle Thomasová 22,65           | Jodie Williamsová 22,75      | Anthonique Strachanová 22,81     |
| Běh na 400 m          | Salvá Ajd Násirová 49,17            | Aminatou Seyniová 49,19      | Stephenie Ann McPhersonová 50,88 |
| Běh na 800 m          | Nelly Jepkosgeiová 1:59,54          | Halimah Nakkayiová 1:59,97   | Gabriela Gayanovaová 2:00,25     |
| Běh na 400 m překážek | Shamier Littleová 53,73             | Zuzana Hejnová 54,11         | Ashley Spencerová 54,11          |
| Skok vysoký           | Marija Lasickeneová 202 cm          | Karyna Tarandaová 200 cm     | Mirela Demirevová 197 cm         |
| Skok o tyči           | Katie Nageotteová 482 cm            | Anželika Sidorovová 472 cm   | Holly Bradshawová 472 cm         |
| Trojskok              | Caterine Ibargüenová 14,89 m        | Yulimar Rojasová 14,82 m     | Liadagmis Poveaová 14,77 m       |
| Vrh koulí             | Christina Schwanitzová 19,04 m      | Brittany Crewová 18,46 m     | Fanny Roosová 18,41 m            |
| Hod oštěpem           | Christin Hussongová 66,59 m         | Kelsey-Lee Barberová 65,63 m | Barbora Špotáková 63,79 m        |